# جامعة بيرزيت

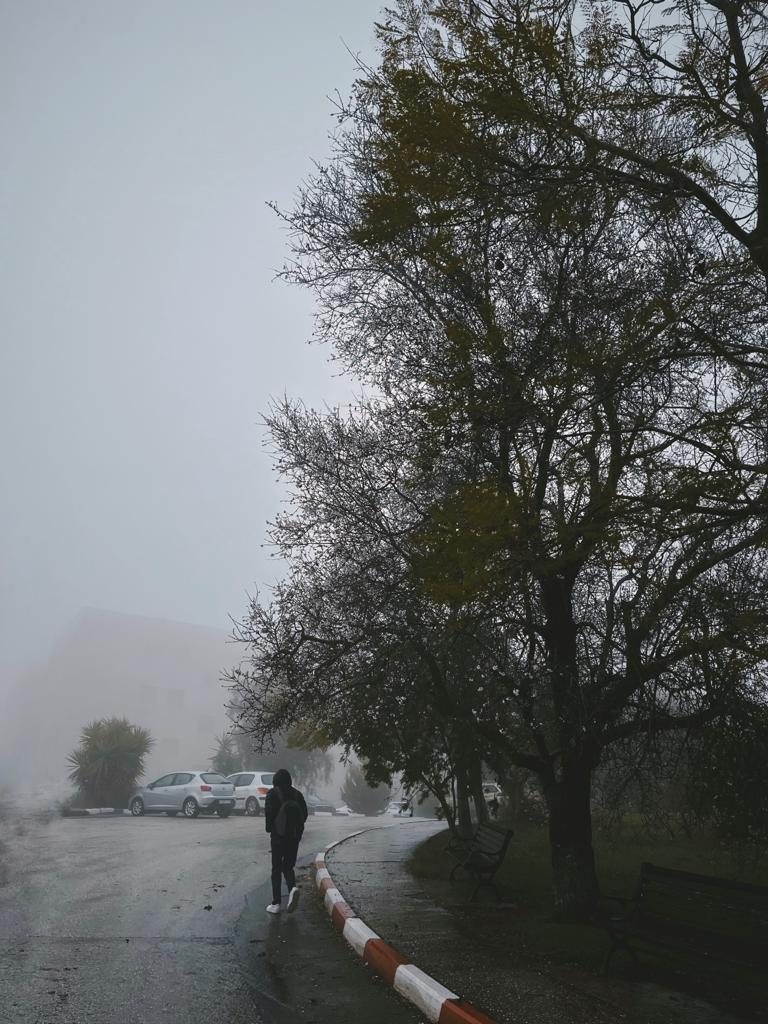
يوم ماطر في جامعة بيرزيت

جامعة بيرزيت هي جامعة فلسطينية تقع في بلدة بيرزيت. لعبت دورًا رياديًا في الأحداث السياسية في فلسطين ويعود تاريخ جامعة بيرزيت إلى عام 1924 عندما تأسست مدرسةً ابتدائية على يد نبيهة ناصر، وبأيدٍ وعقول وموارد فلسطينية، أصبحت الآن الجامعة المتميزة التي تمتلك حرمًا جامعيًّا حديثًا، يقع على أطراف مدينة رام الله.
جاء إنشاء جامعة بيرزيت استجابة للطلب المتنامي على التعليم العالي في الأراضي الفلسطينية المحتلة، ورغم الصعوبات والمعيقات التي فرضها الإحتلال الإسرائيلي، وطالت الحريات الأكاديمية والوطنية والفردية كافة، استطاعت الجامعة أن تشق طريقها لتكون مصدر إلهام وفخر للشعب الفلسطيني.
احتفلت جامعة بيرزيت عام 1976 بتخريج فوجها الأول، وهو العام الذي انضمت فيه الجامعة إلى اتحاد الجامعات العربية. وفي عام 1978 انضمت الجامعة لعضوية الاتحاد العالمي للجامعات. وفي نهاية السبعينيات وخلال الثمانينيات، نهضت الجامعة نهضة أكاديمية وعمرانية ضخمة، فأطلقت مزيدًا من التخصصات، وبنت الكليات والمكتبة الرئيسية، وانطلقت إلى خدمة المجتمع المحلي بإنشاء المراكز والمعاهد.
دخلت جامعة بيرزيت الألفية الثالثة، متكئة على إرث أكاديمي متميز، وحرم جامعي راسخ، فواصلت عملها بثقة، بالتعاون مع الجامعات والمؤسسات التعليمية الفلسطينية لتسهم في تطوير نظام تربوي قادر على تزويد الطلبة بالمعرفة والمهارات والوعي اللازم لخدمة مجتمعاتهم.
تقدم الجامعة من خلال كلياتها التسع (كلية الآداب، كلية العلوم، كلية الفنون والموسيقى والتصميم، كلية الأعمال والاقتصاد، كلية الحقوق والإدارة العامة، كلية الهندسة والتكنولوجيا، كلية الصيدلة والتمريض والمهن الصحية، كلية التربية، كلية الدراسات العليا) العديد من البرامج التي تؤدي إلى درجة البكالوريوس، كالتخصصات الرئيسية/ الفرعية، والتخصصات الفرعية، كما تقدم هذه الكليات، فضلًا عن كلية الدراسات العليا، عددًا من برامج الدراسات العليا، التي تؤدي إلى الحصول على درجة الماجستير، كم وتقدم وبرنامجًا واحدًا في الدكتوراة في العلوم الإجتماعية.
وتتمتع الجامعة بسجل حافل في مجال المشاركة والتنمية المجتمعية، فقد تنوعت البرامج المجتمعية من محو الأمية، والصحة العامة والمجتمعية في الثمانينات من القرن الماضي، لتضم إليها تطوير الإعلام، والإصلاحات القضائية والمرأة، والتعليم المستمر، ودراسات البيئة والمياه، والتنمية، والتربية، والصحة، والتطوير التكنولوجي والصناعات الدوائية في الوقت الحاضر.
تقوم المعاهد والمراكز المجتمعية وعددها 11، بتعزيز الشراكة مع المجتمع المدني من خلال عملها في مجالات تعكس الأهداف التنموية في فلسطين.

## تاريخ الجامعة
في عام 1924، تأسست مدرسة ابتدائية للبنات في بلدة بيرزيت. وفي عام 1932، أنشئت مدرسة للأولاد، فتوحدت المدرستان، وصارت هناك مدرسة واحدة اسمها مدرسة بيرزيت العليا. ثم تحول الاسم إلى كلية عام 1942. الانتقال إلى التدريس الجامعي كان عام 1953، إذ افتتح الصف الدراسي الأول، وتبعه الثاني عام 1961،وفي عام 1966، ألغيت الصفوف المدرسية، واقتصر التعليم في كلية بيرزيت على الصفين الجامعيين الأول والثاني.
شهد عام 1972 ولادة جامعة بيرزيت التي تقدم البكالوريوس في الآداب والعلوم، وقررت الجامعة أنها بحاجة إلى مبنى جامعي جديد، ووضعت اللبنة الأولى في الحرم الذي تقام عليه الجامعة اليوم. مرت أربع سنوات، واحتفلت جامعة بيرزيت عام 1976 بتخريج فوجها الأول، وهو العام الذي قبلت فيه بيرزيت في اتحاد الجامعات العربية. ثم قبلت عام 1977 كأول جامعة فلسطينية في الاتحاد العالمي للجامعات.
في نهاية السبعينيات وخلال الثمانينيات، نهضت الجامعة نهضة أكاديمية وعمرانية ضخمة، فأطلقت مزيدًا من التخصصات، وبنت الكليات والمكتبة الرئيسية، وانطلقت إلى خدمة المجتمع المحلي بإنشاء المراكز والمعاهد. في التسعينيات، عززت الجامعة حضورها الدولي بعد أن أثبتت تميزها محليًّا، فوقعت الاتفاقيات المشتركة، وواصلت إطلاق المزيد التخصصات وبناء المرافق الجامعية الخدماتية والأكاديمية، وكرست حضورها في تدريس الماجستير باستحداث المزيد من برامجه.
دخلت جامعة بيرزيت الألفية الثالثة، متكئة على إرث أكاديمي متميز، وحرم جامعي راسخ، فواصلت عملها بثقة، وحصدت جوائز محلية ودولية متعددة. حتى قراءة هذه السطور، ما زالت بيرزيت علمًا في الأوساط الأكاديمية المحلية والعربية والدولية، تهوي إليها أفئدة الطلاب، وتستقطب خيرة الأكاديميين، لتعمل مع كل أبناء الشعب الفلسطيني، نحو تحرر الإنسان فكرًا أولًا، على طريق تحرير الوطن وإقامة الدولة. وخلال مسيرتها، تعرضت الجامعة لسلسلة من المضايقات الاحتلالية، التي تمثلت بإغلاقها عدة مرات، واعتقال مدرسيها وطلابها. ورغم ذلك، واصلت الجامعة القيام بدورها، مؤمنة بأنها إحدى الوسائل المهمة في الصراع مع المحتل.

### شهرة
لعب خريجو جامعة بيرزيت دورا مهما في رسم الأحداث على الساحة الفلسطينية، فالدكتور فتحي الشقاقي أحد خريجيها وهو من مؤسسي حركة الجهاد الإسلامي في فلسطين، ومروان البرغوثي أحد خريجيها، كما أنها شاركت بشكل فاعل في مقاومة الاحتلال الإسرائيلي وذلك ان يحيى عياش كان أيضا من خريجيها، وأحد نشطاء الكتلة الإسلامية في الجامعة، وهو من أوائل صانعي المتفجرات، ومهندس كتائب القسام الأول، التي اشاعت عملياتها الذعر في الشارع الإسرائيلي في مطلع التسعينات من القرن الماضي.

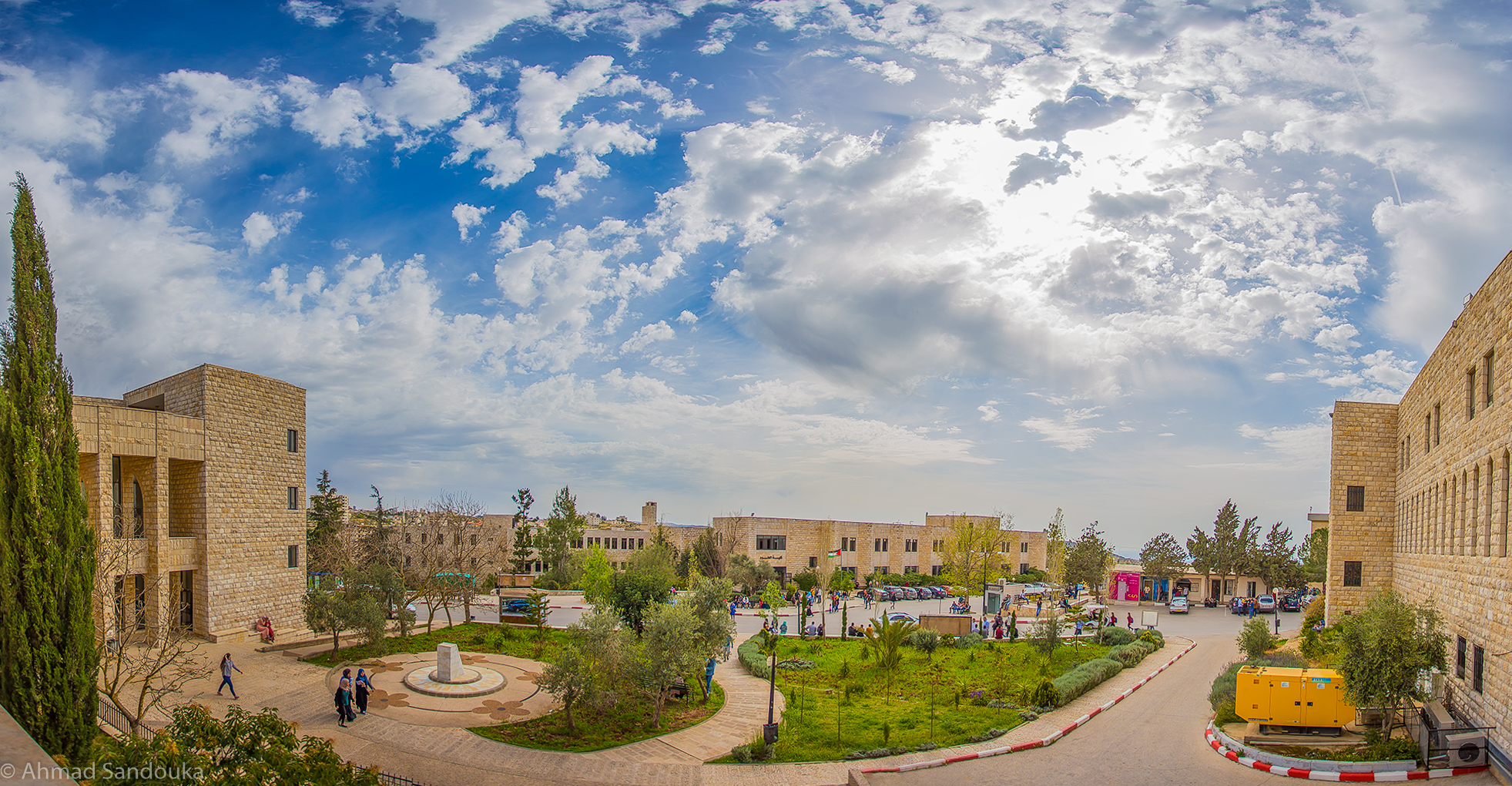
جامعة بيرزيت

وكانت التشكيلة السياسية لطلبة جامعة بيرزيت تعد وحتى وقت قريب الانعكاس الفعلي للآراء السياسية في الشارع الفلسطيني، وذلك لانها كانت تضم طلبة من مختلف المناطق والطبقات والتوجهات الفكرية الفلسطينية ولكونها من أعلى المؤسسات التعليمية العربية مستوىً في فلسطين، كما أن طاقمها الأكاديمي كان يضم أيضا عددًا من الشخصيات الفلسطينية البارزة مثل حنان عشراوي وسري نسيبة وعزمي بشارة وإبراهيم أبو لغد وغيرهم.

## أحداث
من الأحداث التي برزت فيها جامعة بيرزيت رجم طَلَبَتُها رئيس الوزراء الفرنسي السابق ليونيل جوسبان بالحصى إشارة منهم إلى عدم ترحيبهم بتصريحاته التي سبقت زيارته للجامعة التي وصفت المقاومة اللبنانية في جنوب لبنان بالارهابية.
وفي ديسمبر 2006 زار عالم الفلك البريطاني ستيفن هوكينج جامعة بيرزيت في إطار جولة قام بها التقى خلالها مجموعة من العلماء والأكاديميين وشارك بعدة محاضرات علمية في جامعات فلسطينية وإسرائيلية.
وفي إبريل 2024 قامت جموع من الطلبة بطرد السفير الألماني من الجامعة احتجاجًا على سياسية ألمانيا الداعمة للإحتلال الإسرائيلي في الإبادة الجماعية على قطاع غزة.
يذكر ان جامعة بيرزيت هي فعليا من أفضل الجامعات الفلسطينية ومن أفضل جامعات الشرق الأوسط من حيث المستوى الأكاديمي الذي تحتله. وهذا يعزا إلى معايير الجامعة الصارمة المتمثلة في الأنظمة الأكاديمية الصعبة وارتفاع مستوى الامتحانات واسس التقييم، إضافة إلى أن خريجيها اُثبتوا ويثبتون جدارتهم في كل ميادين العمل والبحث. حصلت جامعة بيرزيت على المركز الخامس على مستوى الوطن العربي من الناحية البحثية والعلمية من المركز الإسباني لتقييم الجامعات.

### اعتداءات إسرائيلية على الجامعة
تستمر الاعتداءات الإسرائيلية على الجامعة بشكل مستمر ومنها: في يوم الأحد 10 كانون الثاني 2016 اقتحمت قوات الاحتلال الإسرائيلي مقرها الواقع قرب رام الله بالضفة الغربية المحتلة وصادرت معدات وأجهزة كمبيوتر. وكان عددٌ كبير من جنود الاحتلال اقتحموا الجامعة قبيل الفجر وكسروا بعض الأقفال ودخلوا ثلاثة مبان ولم يسمحوا لحرس الجامعة بدخول المباني التي تم اقتحامها. ونشرت الصفحة الرسمية للجامعة على فيسبوك صورا للقاعات التي تم اقتحامها، بما في ذلك مجلس الطلبة حيث تناثرت محتويات الخزائن على الأرض، بينما ألقيت أجهزة الكمبيوتر التي انتزعت أقراصها الصلبة على الأرض.
تعرضت جامعة بيرزيت للاستهداف، إذ أغلقها الاحتلال عدة مرات.
في يوم الأثنين الموافق 10 كانون الثاني 2022 تسللت قوة من الوحدات الخاصة الإسرائيلية (المستعربين) التي يتشابه أفرادها بالمدنيين الفلسطينيين إلى بلدة بيرزيت. استخدمت القوة في عملية التسلل باصًا أبيض اللون من نوع مرسيدس وكرافيل لون أبيض، وتمركزت قرب المدخل الغربي لجامعة بيرزيت. واعترض أفراد القوة خمسة طلبة، على مدخل الجامعة حيث كانوا في طريقهم إلى اجتماع مع نقابة العاملين في الجامعة لبحث قضايا نقابية متعلقة بالطلبة والجامعة. حاول الطلبة الفرار من المكان باتجاه الجامعة إلاّ أن عناصر القوة الإسرائيلية لاحقتهم وأطلقت النار نحوهم، وأصابت أحدهم بجروح قبل اعتقالهم ونقلتهم إلى أحد مواقع الاحتلال في مستوطنة بيت إيل شمال مدينة البيرة.

## الحرم الجامعي
يقع حرم جامعة بيرزيت فوق تلة مرتفعة مطلة على سلسلة من التلال الممتدة نحو البحر الأبيض المتوسط، على الموقع الأثري المعروف باسم خربة بيرزيت. وهو على مشارف بلدة بيرزيت، بالقرب من مدينة رام الله، وتبعد حوالي 20 كيلو مترًا شمال غرب مدينة القدس. وتمتاز بيرزيت بطقسها المعتدل وجبالها المكسوة بأشجار الزيتون، وترتفع 850 مترًا عن سطح البحر.
وقد كان للجامعة قبل عام 1980 حرم قديم يتكون من بيت عائلة ناصر والمباني المجاورة التي كانت في عام 1924 مدرسة ابتدائية، ثم أصبحت لاحقًا كلية متوسطة ثم جامعة. وتبلغ مساحة الحرم الجامعي حوالي 750 دونما، ويضم العديد من المباني والحدائق والمرافق.

### المباني الرئيسة
- مبنى كلية العلوم: أنشئ عام 1980 بمساحة تبلغ 10,260م2، يحتوي على الدوائر التابعة للكلية، المختبرات وقاعات للمحاضرات. تم تغطية تكاليف المبنى من قبل عدد من المساهمين.
- مبنى عمر العقاد للهندسة: أنشئ بدعم من السيد عمر العقاد عام 1984 بمساحة تبلغ 12,500 م2، يحتوي على دوائر كلية الهندسة، مشاغل، مختبرات، بالإضافة إلى بعض الكليات.
- مبنى مشاغل الهندسة: أنشئ الطابق الأول في عام 1984 والطابق الثاني في عام 1995 بمساحة كلية تبلغ1.790 م2، حيث يضم مشاغل كلية الهندسة وكلية تكنولوجيا المعلومات، وذلك بدعم من السيد عمر العقاد.
- مبنى مكتبة يوسف أحمد الغانم: أنشئ عام 1985 وبملحق عام 2004 بمساحة تبلغ 6128 م2 كمقر لمكتبة الجامعة الرئيسية، حيث تتسع ل700 شخص وتضم حوالي 141,000 مجلد. يتألف المبنى من أربعة طوابق "أ" و"ب"، حيث تضم مرافق للطلاب والباحثين، بالإضافة إلى غرف وقاعات للمطالعة. جاء هذا المبنى بدعم من صناعات الغانم، كما تبرعت الحكومة الكويتية بتكاليف ملحق المبنى.
- مبنى جابي برامكي - إدارة الجامعة: أنشئ عام 1985 بمساحة تبلغ 2,025 م2، حيث يحتوي على مكاتب إدارة الجامعة المركزية ومركز الحاسوب. أنشئ هذا المبنى بدعم من السيدين زين ميّاسي ووليد قطان.
- قاعة كمال ناصر: أنشئت عام 1985 بمساحة تبلغ 2216 م2 ويتسع ل 288 شخص، وذلك من أجل تلبية متطلبات أنشطة مجتمع الجامعة والمؤسسات المحلية والدولية. حيث تم دعم هذا المبنى من قبل السيد عبد المحسن القطان لإحياء ذكرى صديقه كمال ناصر الذي أستشهد إثر غارة إسرائيلية في بيروت.
- مبنى عبد الرحمن الجريسي - كلية الأعمال والاقتصاد: أنشئ عام 1993 بمساحة تبلغ4,500 م2، حيث يحتوي على دوائر مختلفة لكلية الأعمال والاقتصاد. تبرع السيد عبد الرحمن الجريسي من السعودية بتكاليف المبنى.
- مبنى عزيز شاهين - عيادة الجامعة: أنشئ عام 1998 بمساحة تبلغ 663 م2، مخصص لعيادة الجامعة، حيث يحتوي علي مكتبين للأطباء، عيادة، غرفة طوارئ وجناح للمرضى، بالإضافة إلى وحدة للأسنان. شيّد هذا المبنى بدعم من السيد عزيز شاهين وعدد من أفراد عائلته.
- مبنى معهد الحقوق: أنشئ عام 1998، وأضيف له ملحق في العام 2009 لتبلغ مساحته 2,865 م2، حيث يضم المكتبة القانونية، العديد من المكاتب، غرف للمحاضرات، بالإضافة إلى قاعة كبيرة مجهزة للترجمة الفورية وتتسع لـ70 شخصًا. تم دعم هذا المبنى من قبل الحكومتين القطرية والفرنسية.
- مبنى الشيخ راشد بن سعيد آل مكتوم: أنشئ عام 1999 بمساحة تبلغ 3,035 م2، حيث يحتوي على الكافتيريا المركزية ومكاتب للطلبة وبعض المرافق ذات العلاقة. شيد هذا المبنى بدعم من الشيخ مكتوم بن راشد المكتوم.
- مبنى ديانا تماري صبّاغ: أنشئ عام 1999، حيث تبلغ مساحته 1855 م2 ويضم في الوقت الحاضر مكاتب عمادة شؤون الطلبة، ووحدة المساعدات المالية.
- مبنى نسيب عزيز شاهين للدراسات العليا: أنشئ عام 2001 بمساحة تبلغ 1,518 م2، حيث يضم عدة برامج للدراسات العليا. تم دعم هذا المبنى من قبل د. نسيب شاهين المغترب في الولايات المتحدة.
- مبنى معهد مملكة البحرين لدراسات المرأة: أنشئ عام 2004 بمساحة تبلغ 1.839 م2، حيث يضم مكاتب إدارية، غرف صفوف وقاعة تدريب، وذلك بدعم من غرفة تجارة البحرين.
- مبنى التربية الرياضية: أنشئ في أواخر عام 2006 بمساحة تبلغ 2.768 م2، حيث يضم قاعة رياضية داخلية تسع 700 متفرج، بالإضافة إلى قاعات تدريب ومكاتب. قام السيدان محمد عمران بامية ووليد كيّالي بتغطية تكاليف هذا المبنى.
- مبنى عزيز شاهين - كلية الآداب: أنشئ المبنى في آب 2007، بتبرع من السيد شوقي شاهين وهو مخصص لكلية الاداب، حيث يتألف من أربع طوابق بمساحة إجمالية تبلغ 6450 م2.
- مبنى مركز نجاد زعني للتميز في تكنولوجيا المعلومات: أنشئ المركز في نيسان 2008، حيث شيد هذا المركز بدعم من رجل الأعمال الفلسطيني المهندس نجاد زعني، يتألف المبنى من طابقين بمساحة اجمالية 1220 مترا مربعا تحتوي على مختبرات حاسوب وقاعات للمحاضرات ومكاتب ادارية.
- مبنى سعيد خوري لدراسات التنمية: أنشئ المبنى عام 2008 بمساحة تبلغ 3611 م2 حيث يضم معهد إبراهيم أبو الغد للدراسات الدولية، معهد الصحة العامة والمجتمعية، ومركز دراسات التنمية. شيد المبنى بتبرع من السيد سعيد خوري.
- مبنى وليد وهيلين قطان - رئاسة الجامعة: أنشئ عام 2009 بمساحة تبلغ 1773 متر بتبرع من السيد وليد وهيلين قطان
- مبنى كلية الصيدلة، والتمريض والمهن الصحية: أنشئ المبنى عام 2009 بمساحة تبلغ 4937 م2 بتبرع من السيد غالب يونس
- مبنى محمد عمران بامية - كلية التربية: أنشئ المبنى في العام 2010، بتبرع من محمد عمران بامية، يتكون هذا المبنى المخصص لكلية التربية من تسوية كاملة وثلاثة طوابق بمساحة إجمالية مقدارها 5030 م2، حيث يحوي طابق التسوية على قاعة تدريسية تتسع لنحو 180 طالب وطالبة، إضافة إلى مختبر للعلوم الحياتية ووحدتين صحيتين ووحدة صحية لذوي الاحتياجات الخاصة، وكافتيريا والخدمات الإضافية.
- مبنى محمد المسروجي للإعلام: أنشئ في أيار 2013، بتبرع من السيد محمد محمود مسروجي، وهو مخصص لدائرة الإعلام ومركز تطوير الإعلام، يتألف المبنى من ستة طوابق بمساحة إجمالية تبلغ 2943 م2، يشمل مختبرًا للتصوير الفوتوغرافي ومختبر طباعة وحاسوب، وقاعة خاصة بمشاريع التخرج، بالإضافة إلى مكتبة وأرشيف للمواد المسموعة والمرئية، واستوديوهين للإذاعة مع غرفتي للتحكم، وقاعة للتدريب الإذاعي، ووحدتين للمونتاج. ويشمل الطابق الثالث على ستوديو التلفزيون، وقاعة تدريب تلفزيون، ووحدة مونتاج تلفزيوني. في حين يشمل الطابق الرابع على غرفة التحكم الرئيسية باستديو التلفزيون وقاعة للتدريس والتدريب وأخرى للصحافة المكتوبة. وتشمل الطوابق من الأول وحتى الرابع على ستة عشر مكتبًا لموظفي وفنيي مركز تطوير الإعلام.
- مبنى منيب رشيد المصري لتكنولوجيا المعلومات: أنشئ في شباط 2013، بتبرع من السيد منيب رشيد المصري، وهو مخصص لكلية تكنولوجيا المعلومات، ويتكون من أربع طوابق (تشمل الطابق الأرضي) بمساحة إجمالية تبلغ 4,234 م2، يحتوي المبنى على 12 غرفة تدريس، وقاعة تدريس كبرى، و10 مختبرات مخصصة لطلبة هندسة انظمة الحاسوب وعلم الحاسوب، و26 مكتب للمدرسين تشمل مكتب العميد ومساعده ومكاتب السكرتاريا، يحتوى المبنى أيضًا على غرفة لاجتماعات الكلية.
- معهد سميح دروزة للصناعات الدوائية: أنشئ في العام 2014 بدعم من صديق الجامعة سميح دروزة، بمساحة تبلغ 1215، وذلك بهدف تطوير الصناعة الدوائية المحلية، والأبحاث ذات العلاقة.
- مسرح نسيب عزيز شاهين: أنشئ عام 2015 بمساحة تبلغ2839، وهو مُجهز بكافة الاحتياجات الفنية. ويتسع لـ 860 مقعدا، وهناك مجال لإضافة حوالي 150 مقعدا عند الحاجة. كما أن المسرح مُهيأ لاستخدام الأفراد ذوي الاحتياجات الخاصة.
- مبنى الصيانة والمخازن: ويقع على مساحة تبلغ 840 م2
- مبنى مجلس الطلبة: أنشئ على مساحة تبلغ 135 م2
- مبنى رياض توفيق الصادق للحقوق والإدارة العامة: أنشئ عام 2017 ويتألف المبنى من أربعة طوابق، تبلغ مساحتها الإجمالية 5.200 م2، وتشمل الطوابق قاعات مدرجة للمحاضرات، وغرف تدريس، ومكاتب لأعضاء الهيئة التدريسية، وقاعة عامة يمكن استعمالها كمنبر محكمة للتدريب، إضافة إلى مرافق عامة وأماكن مخصصة لاستراحة أعضاء الهيئة الأكاديمية والموظفين والطلبة، ومواقف للسيارات.
- مدرج علي الحاج: أنشئ عام 2017 على مساحة تبلغ 1020م2، بتبرع سخي من رجل الأعمال الفلسطيني علي الحاج، وقد تم تنظيم حفل التخرج للفوج ال42 من طلبة الجامعة لأول مرة على المدرج وذلك عام 2017.
- مبنى زهير العلمي/ مبنى المكتب الهندسي والخدمات العامة: المساحة الإجمالية: 1,004 م2. يتكون من 3 طوابق، الطابق الأرضي والطابق الأول بمساحة 400 م2 لكل طابق، بالإضافة إلى طابق تسوية بمساحة 204 م2. تم إنجاز البناء واستلام المبنى في تموز 2018. أنشئ المبنى بتبرع من الدكتور زهير العلمي. يشمل المبنى المكتب الهندسي، ودائرة الخدامات العامة، ووحدة المشتريات واللوازم.
- مبنى سمير عبد الهادي - كلية العلوم/جناح الرياضيات: تم افتتاح المبنى بتاريخ 21 حزيران 2019، بتبرع سخي من المهندس سمير نعيم عبد الهادي، ويتألف المبنى من أربعة طوابق مساحتها الإجمالية 1450 م2 تراعي متطلبات ذوي الاحتياجات الخاصة واحتياجات الطوارئ والدفاع المدني، ويرتبط المبنى مع المبنى الأساسي لكلية العلوم بحيث تسهل الحركة بين المبنيين.
- مبنى عمر عبد الهادي - كلية الأعمال والاقتصاد: تم افتتاح المبنى بتاريخ 21 حزيران 2019، بتبرع سخي من الدكتور عمر نعيم عبد الهادي، ويتألف المبنى من أربعة طوابق تبلغ مساحتها الإجمالية 2650 م2 تراعي متطلبات ذوي الاحتياجات الخاصة واحتياجات الطوارئ والدفاع المدني، ويرتبط المبنى بجسر مع المبنى القديم لكلية الأعمال والاقتصاد لتسهيل الحركة بين المبنيين.
- مبنى سمير عويضة - كلية الفنون والموسيقى والتصميم: تم افتتاح المبنى بتاريخ 27 حزيران 2019، بتبرع سخي من السيد سمير عويضة، ويتألف المبنى من أربعة طوابق تبلغ مساحتها الإجمالية 5508 م2.

## المراكز العلمية في الجامعة

### مركز التعليم المستمر
تأسس مركز التعليم المستمر عام 1991 وهو يعمل في في مجالين رئيسيين، الأول الإجتماعي والذي تضمن أنشطة وبرامج ومشروعات إستهدفت تنمية المجتمع ورفاهيته، والثاني الإقتصادي والذي تضمن برامج ومشروعات إستهدفت المساهمة في النمو الإقتصادي في السياق الفلسطيني.

### معهد الدراسات البيئية والمائية
هو منظمة فلسطينية أهلية وغير ربحية تقدم خدمة عامة في مجالات البيئة تأسس عام 2001 في الأراضي الفلسطينية.

### الأهداف
- تلبية الاحتياجات الملحة لبناء القدرات البشرية العاملة في مجال المياه والبيئة في فلسطين من خلال تطوير المهارات المحلية في مجال البحوث والتصميم والتخطيط.
- الوصول إلى مركز تميز في فلسطين والمنطقة من خلال تطوير مستمر في البرامج الأكاديمية والبحوث لخلق بيئة ملائمة لإجراء بحوث علمية ريادية متقدمة.
- تنفيذ السياسات المائية والبيئية. يوفر المعهد برنامجي دراسات عليا (مستوى الماجستير)، بحوث وخدمات استشارية، والتعليم المستمر من خلال برامج تدريب قصيرة المدى في قضايا المياه والبيئة ذات الصلة.[9]

### النشاط
- إن معهد الدراسات البيئية والمائية هو العنوان الأول عند التعامل مع او لدى تقديم حلول مستدامة للتحديات التي تواجه قطاعي المياه والبيئة.[10]
- نفذت كلية العقاد للهندسة بجامعة بيرزيت العديد من برامج التدريب، ومشاريع تطوير وبناء قدرات للعاملين في قطاع هندسة المياه والصرف الصحي.
- شارك في العديد من المشاريع البحثية والاستشارية بتمويل محلي ودولي.
- البحوث  والدراسات بمجال هندسة المياه والصرف الصحي، والمراقبة البيئية، وإدارة النفايات الصلبة.

## شهداء جامعة بيرزيت
قدمت جامعة بيرزيت منذ تأسيسها 31 شهيدا فداء للوطن:
| الرقم | الأسم                 | تاريخ الإستشهاد | الرقم | الأسم                      | تاريخ الإستشهاد | الرقم | الأسم                 | تاريخ الإستشهاد | الرقم | الأسم                  | تاريخ الإستشهاد | الرقم | الأسم                | تاريخ الإستشهاد |
| ----- | --------------------- | --------------- | ----- | -------------------------- | --------------- | ----- | --------------------- | --------------- | ----- | ---------------------- | --------------- | ----- | -------------------- | --------------- |
| 1     | الشهيد شرف الطيبي     | 1984-11-21      | 8     | الشهيد ابراهيم القاسم      | 1991-5-25       | 15    | الشهيد يحيى عياش      | 1996-1-5        | 22    | الشهيد جمال الفقيه     | 2003-12-1       | 29    | الشهيد جواد الريماوي | 2022-11-29      |
| 2     | الشهيد عيسى شماسنة    | 1986-8-11       | 9     | الشهيد جمال غانم           | 1992-3-22       | 16    | الشهيد ياسر عبد الغني | 1997-2-24       | 23    | الشهيد صالح تلاحمة     | 2003-12-1       | 30    | الشهيد ظافر الريماوي | 2022-11-29      |
| 3     | الشهيد جواد ابو سلمية | 1986-12-5       | 10    | الشهيد حازم عيد            | 1992-7-9        | 17    | الشهيد عبد الله صلاح  | 1997-2-29       | 24    | الشهيد عمر ابو ظافر    | 2007-5-30       | 31    | الشهيد خضر عدنان     | 2023-5-2        |
| 4     | الشهيد صائب ذهب       | 1986-12-5       | 11    | الشهيد عماد كلاب           | 1994-1-6        | 18    | الشهيد خليل شريف      | 1997-7-30       | 25    | الشهيد عبد اللطيف حروب | 2008-3-31       | 32    | الشهيد أيسر صافي     | 15-05-2024      |
| 5     | الشهيد موسى الحنفي    | 1987-1-1        | 12    | الشهيد عبد المنعم ابو حميد | 1994-5-31       | 19    | الشهيد ضياء الطويل    | 2001-3-27       | 26    | الشهيد ساجي درويش      | 2014-3-10       |       |                      |                 |
| 6     | الشهيد ناصر عريقات    | 1988-12-9       | 13    | الشهيد محمد ابو شقرة       | 1995-10-7       | 20    | الشهيد ايمن حلاوة     | 2001-10-22      | 27    | الشهيد فادي وشحة       | 2021-6-2        |       |                      |                 |
| 7     | الشهيد عبدالله علاونة | 1990-11-11      | 14    | الشهيد فتحي الشقاقي        | 1995-10-26      | 21    | الشهيد ايهاب ابو سليم | 2003-9-9        | 28    | الشهيد عامر بدر        | 2022-11-5       |       |                      |                 |

## شخصيات بارزة

### رؤساء الجامعة
| رئيس الجامعة        | سنة بداية المنصب | سنة نهاية المنصب |
| ------------------- | ---------------- | ---------------- |
| حنا ناصر            | 1972             | 1974             |
| جابي برامكي         | 1974             | 1993             |
| حنا ناصر            | 1993             | 2004             |
| نبيل قسيس           | 2004             | 2010             |
| خليل هندي           | 2010             | 2015             |
| عبد اللطيف أبو حجلة | 2015             | 2021             |
| بشارة دوماني        | 2021             | 2023             |
| طلال شهوان          | 2023             | لا يزال          |

### أساتذة
- عبد اللطيف أبو حجلة.
- عمر كتانة.
- عبد الرحمن الحاج إبراهيم.
- خالد الناشف.
- دانية القطو.[17]
- محمد اشتية.
- عبد الستار قاسم.
- حنان عشراوي.
- عزمي بشارة.
- رياض المالكي.
- سري نسيبة.
- غسان أنضوني.
- نصير عاروري.
- سعاد العامري.

### خريجون بارزون
- إبراهيم شاكر خريشة، سياسي فلسطيني، والأمين العام للمجلس التشريعي الفلسطيني، وعضو المجلس الثوري لحركة فتح.
- يحيى عياش، المهندس الأول لكتائب عز الدين القسام الجناح العسكري لحركة حماس، درس في كلية الهندسة.
- أيمن اللبدي، أديب وكاتب وشاعر وصحافي فلسطيني.
- أيمن حلاوة، المهندس الثالث لكتائب عز الدين القسام الجناح العسكري لحركة حماس، تخرج من كلية الهندسة.
- فتحي الشقاقي مؤسس حركة الجهاد الإسلامي في فلسطين.
- مروان البرغوثي، أحد قياديي حركة فتح.
- أسامة النجار، نَقيب نَقابة الطِب المِخبري الفلسطينية.
- خضر عدنان، قيادي في حركة الجهاد الإسلامي، أستشهد وهو مضرب عن الطعام في سجون الاحتلال.
- خالد بعباع، دبلوماسي.
- أحلام التميمي، أسيرة محررة في صفقة وفاء الأحرار، وكانت عضو في كتائب القسام.
- روان الضامن، إعلامية في قناة الجزيرة، تخرجت في قسم الصحافة والاعلام.
- رضوان أبو عياش، رئيس هيئة الإذاعة والتلفزيون الفلسطينية.
- سحر خليفة، كاتبة وروائية فلسطينية، أصدرت العديد من الروايات.
- صالح التلاحمة، قائد عسكري في كتائب القسام الجناح العسكري لحركة حماس.
- محمد القيق، رئيس مجلس طلبة جامعة بيرزيت لعام 2006-2007، أسير محرر خاض أطول إضراب عن الطعام في تاريخ الحركة الأسيرة لمدة 94 يوما كاسرًا به الاعتقال الإداري.
- محمد اشتية، رئيس الوزراء الفلسطيني.
- مفيد عبد ربه، سياسي وبرلماني فلسطيني.[18]
- إيهاب بسيسو، متحدث باسم حكومة رامي الحمد الله الثالثة، ووزير الثقافة السابق، ورئيس المكتبة الوطنية الفلسطينية سابقًا.
- رياض عطاري، وزير الزراعة الفلسطيني السابق.
- فريد السليم، مُؤرخ وعالِم سياسة فلسطيني.[19]
- جمال ضاهر، كاتب وروائي فلسطيني.
- نبهان خريشة، صحفي وكاتب فلسطيني.[20]

## روابط خارجية
- الموقع الرسمي
- الموقع الرسمي لمعهد دراسات المرأة